# St Michael Queenhithe

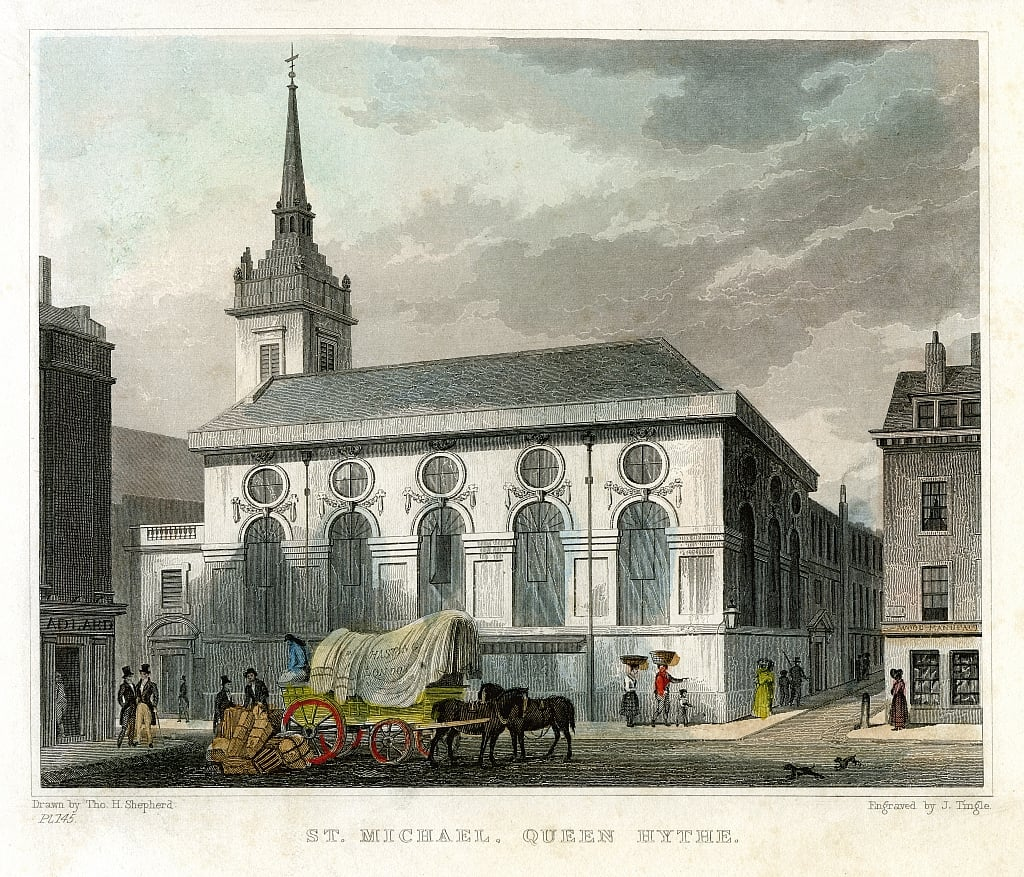
St Michael Queenhithe (1831)

St. Michael Queenhithe war eine der 50 Wren-Kirchen im Londoner Innenstadtbezirk City of London. Die 1676 errichtete Kirche wurde 1876 abgebrochen.

## Geschichte
Eine dem Patrozinium Erzengel Michael unterstellte, nahe dem Themseufer gelegene Kirche des Bezirks Queenhithe, ist erstmals im 12. Jahrhundert als St Michael Aedredeshuda bzw. St Michael de Hutha Regina belegt. Die mittelalterliche Kirche wurde beim Großen Brand von London 1666 zerstört und anschließend von 1676 bis 1686 durch Christopher Wren mit seitlich gesetztem Turmbau wiederaufgebaut, der Turmhelm war als Stufenpyramide nach dem Vorbild des Mausoleum von Halikarnassos mit obeliskartigem Laternenaufsatz gestaltet. Die dem Hafenbereich zugewandte südliche Traufseite der Kirche war als fünfteilige Arkatur mit darübergesetzten Kreisfenstern gestaltet, wobei die beiden Eckjoche risalitartig betont waren.
Das 1860 verabschiedete Gesetz zur Reduktion der Zahl der Londoner Pfarrkirchen (Union of the Benefices Act) führte zum 200. Jahrestag ihrer Grundsteinlegung 1876 zum Abbruch der Kirche Wrens und zur Zusammenlegung der Pfarrei mit der benachbarten von St James Garlickhythe, wohin auch Teile der Ausstattung übertragen wurden. Das Patrozinium wurde an die gleichzeitig entstandene Kirche St Michael in Camden Town übertragen, die mit dem Verkaufserlös des Grundstücks finanziert wurde.